# Molos (Vater des Meriones)
Molos (altgriechisch Μόλος Mólos) ist in der griechischen Mythologie ein Kreter. 
Die Genealogie ist unklar: er war der illegitime Sohn des Deukalion oder sein Bruder und somit Sohn des Minos. Somit war er der Onkel oder Bruder von Deukalions Sohn Idomeneus. Molos war der Vater des Meriones.
Von Amphidamas von Kythera erhielt Molos einen Eberzahnhelm als Gastgeschenk, den er seinem Sohn weitergab, der ihn Odysseus schenkte.
Plutarch berichtet von einem kretischen Fest, bei dem eine kopflose Puppe gezeigt wurde, die Molos, den Vater des Meriones, darstellen solle, der einst eine Nymphe vergewaltigen wollen habe und dann ohne Kopf aufgefunden worden sei.